# Lautsprecherstereofonie
Die Lautsprecherstereofonie ist ein Teilbereich der Stereofonie und beschreibt die Technik der Wiedergabe einer Tonaufnahme über Lautsprecher. Im Gegensatz hierzu steht die Kopfhörerstereofonie, die mit kunstkopfähnlichen Trennkörper-Gebilden aufgenommen wurde.

## Entstehung
Früher versuchte man, die Stereofonie in „raumbezogene“ und „kopfbezogene“ Stereofonie einzuteilen. Gemeint war, dass die raumbezogene Stereofonie nur für Lautsprecherwiedergabe und die kopfbezogene Stereofonie nur für Kopfhörerwiedergabe gedacht sein sollte. Wir hören jedoch wirklich alles mit unserem eigenen Gehör, also bestimmt immer „kopfbezogen“. Darum sind die Bezeichnungen Lautsprecherstereofonie und Kopfhörerstereofonie eindeutiger.
In der Fachliteratur wird häufig der Versuch unternommen, Brücken zwischen diesen beiden sehr unterschiedlichen Systemen zu schlagen, was aber in der Praxis nicht funktioniert. Kunstkopfaufnahmen, die über Stereolautsprecher wiedergegeben werden, und übliche Stereomikrofonaufnahmen, die über Kopfhörer wiedergegeben werden, müssen ein in Klangfarbe und Richtungsabbildung verändertes falsches Klangbild liefern. Es ist müßig, eine Kompatibilität (Übereinstimmung) herbeizureden, die hierbei nicht vorhanden ist.
Es gibt zahlreiche Versuche mit Laufzeit-Übersprechkompensationen (Crosstalk Canceller) und Filterentzerrung, um Kunstkopfaufnahmen, wenn auch nur für einen relativ kleinen Abhörbereich, für Stereolautsprecherwiedergabe anhörbar zu machen (Transaural-Stereo). Umgekehrt gibt es Versuche mit Laufzeit- und Filter-Entzerrung, um Stereo-Mikrofonaufnahmen auch für Kopfhörerwiedergabe verwertbar zu machen, d. h., um besonders die „Im-Kopf-Lokalisation“ zu beseitigen.
Im englischsprachigen Raum wird unter „Stereofonie“ allein die Lautsprecherstereofonie verstanden, denn die Kopfhörerstereofonie heißt dagegen unverwechselbar Binaural Recording and Reproduction.

## Das Hörereignis
Die Hörereignisrichtung der Phantomschallquellen auf der Lautsprecherbasis können mit den Panpots (Panoramareglern) und den damit zu regelnden Interchannel-Pegeldifferenzen eingestellt werden. Δ Lmax = 18 dB (16 bis 20 dB) gelten für volle Seitwärtsrichtung aus einem Lautsprecher. Auch mit den Laufzeitdifferenzen der Mikrofonsysteme sind die Phantomschallquellen auf der Lautsprecherbasis zu verändern. Δ tmax = 1,5 ms (1 bis 2 ms) wirken signalabhängig bei voller Seitwärtsrichtung aus einem Lautsprecher. Diese je nach Schalleinfallswinkel unterschiedlichen Differenzen werden von den jeweiligen Stereo-Mikrofonanordnungen erzeugt, die damit auch den wichtigen Aufnahmebereich des Mikrofonsystems liefern. Ein weiteres tontechnisches Gestaltungsmittel für Pegeldifferenzen ist der Panoramaregler, genannt Panpot.
Die Bestimmung der Richtung eines gehörten Objekts nennt man in der Akustik und in der Tontechnik Lokalisation. Wir lokalisieren durch natürliches Hören die Schallquelle und bei der Wiedergabe der Lautsprecherstereofonie lokalisieren wir die Phantomschallquelle, was mit Richtungslokalisation bezeichnet wird. Diese gehörte Lokalisation ist keine Ortung in der üblichen Begrifflichkeit.

## Elevation
„Elevation“ wird der Effekt genannt, der auftritt, wenn man beim Lautsprecher-Stereohören im Stereodreieck auf der Mittellinie auf die Lautsprecherfront zugeht, und die Mittenschallquellen in die Höhe über die Lautsprecherebene wandern.